# Батава
Батава (англ. Batawa) — невелика громада на південному сході Онтаріо, Канада, у складі міста Квінті-Вест. Спільнота була створена компанією Bata Shoe Company як сплановане поселення навколо взуттєвої фабрики. Фабрика була відкрита в 1939 році і закрита в 2000 році.

## Історія

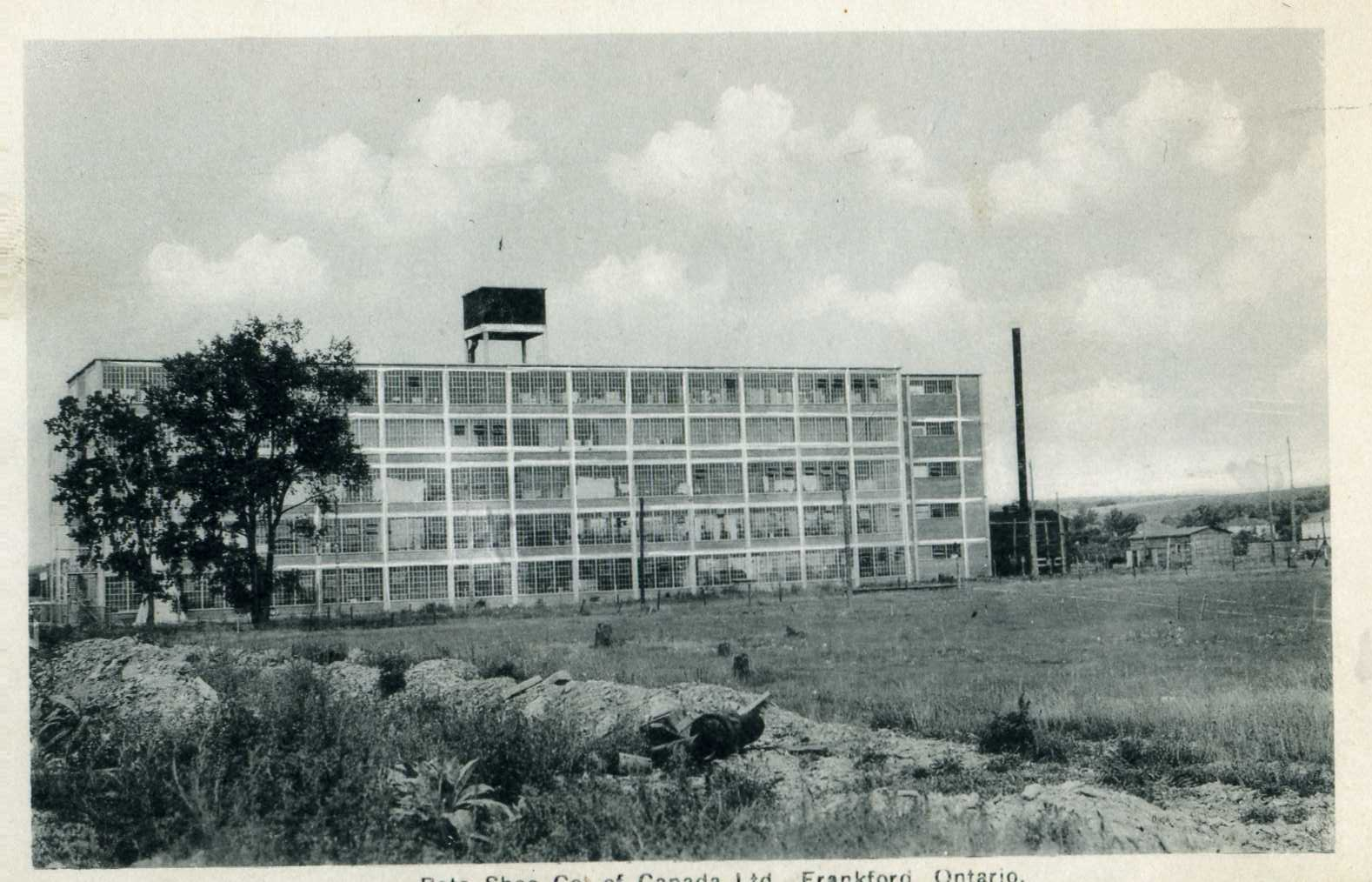
Корпуси споруд Батави

Умови в Європі перед Другою світовою війною спонукали Томаша Яна Батю шукати місце в Канаді для перенесення виробництва. Розташування Батави було обрано за її близькість до озера, залізниці, шосе, аеропорту, з врахуванням ціни на землю. У 1939 році було побудовано та відкрито заводське містечко. Компанія «Бата» володіла містом, надаючи своїм працівникам житло за помірною ціною. Компанія контролювала практично всі аспекти потреб поселення. Там були продуктовий магазин «Бата», зал відпочинку «Бата», клуби «Бата», команди «Бата» та взуттєвий магазин «Бата». Багато з мешканців були вихідцями з батьківщини Баті, Чехословаччини, які емігрували на момент будівництва заводу. Однією з помітних груп європейських біженців Баті, які переселилися в Канаду, були працівники взуттєвої компанії Bata Shoe Company зі Зліна, Моравія, у 1939 році. Томаш Ян Батя та 82 працівники відтворили їхній попередній бізнес у Батаві. Компанія була готова виробляти військове взуття та інше обладнання для союзників.
Місто спочатку було штаб-квартирою компанії Bata Shoe в Канаді; штаб-квартира переїхала до Торонто в 1964 році.
Протягом другої половини 20-го століття тарифні бар'єри на імпорт взуття до Канади були знижені, що стимулювало приплив до Канади все більшої кількості недорогого взуття. Зрештою, Батя вирішив, що фабрика не може продовжувати працювати як життєздатний бізнес, і закрив фабрику в березні 2000 року. У рамках стратегії скорочення витрат Батя консолідував виробництво в країнах з нижчою заробітною платою за кордоном. Bata Shoes закрила свої роздрібні магазини взуття в Канаді роком пізніше, у 2001 році.
Компанія Dalton реструктуризувала корпуси взуттєвого заводу Batawa у житловий комплекс.

## Географія
Батава розташована на західному березі річки Трент, неподалік знаходиться шлюз № 4 водного шляху Трент — Северн, важливої системи водного транспорту.

## Служби
- Пожежна станція Quinte West 5
- Католицька школа Святого Серця
- Римо-католицька церква Святого Серця
- Громадський центр Батава

Батава представлена трьома радниками (депутатами) міської ради Квінті-Вест.

## Подальше читання
Є кілька книг про завод Баті, зокрема: Uprooted and Transplanted, історія сім'ї, яка іммігрувала до Канади і працювала на заводі в Батаві.